# Maukuru
Maukuru is een bestuurslaag in het regentschap Alor van de provincie Oost-Nusa Tenggara, Indonesië. Maukuru telt 415 inwoners (volkstelling 2010).